# Saint-Paul-la-Coste
Pour les articles homonymes, voir Saint-Paul.
Saint-Paul-la-Coste est une commune française située dans le nord du département du Gard, en région Occitanie.
Exposée à un climat méditerranéen, elle est drainée par le Galeizon, l'Alzon, la Salindre et par divers autres petits cours d'eau. Incluse dans les Cévennes, la commune possède un patrimoine naturel remarquable : deux sites Natura 2000 (la « vallée du Gardon de Mialet » et la « vallée du Galeizon ») et quatre zones naturelles d'intérêt écologique, faunistique et floristique.
Saint-Paul-la-Coste est une commune rurale qui compte 327 habitants en 2022, après avoir connu un pic de population de 877 habitants en 1851.  Elle fait partie de l'aire d'attraction d'Alès. Ses habitants sont appelés les Saint-Paulains ou  Saint-Paulaines.
Ses habitants sont les Saint-Paulains.

## Géographie

### Localisation
La commune est située dans le nord-ouest du département du Gard. Elle est limitrophe de la Lozère.

### Communes limitrophes
| Saint-Martin-de-Boubaux (Lozère) |                                | Soustelle         |
|                                  | Saint-Paul-la-Coste            | Cendras           |
| Mialet                           | Saint-Sébastien-d'Aigrefeuille | Saint-Jean-du-Pin |

### Géologie, relief et hydrographie

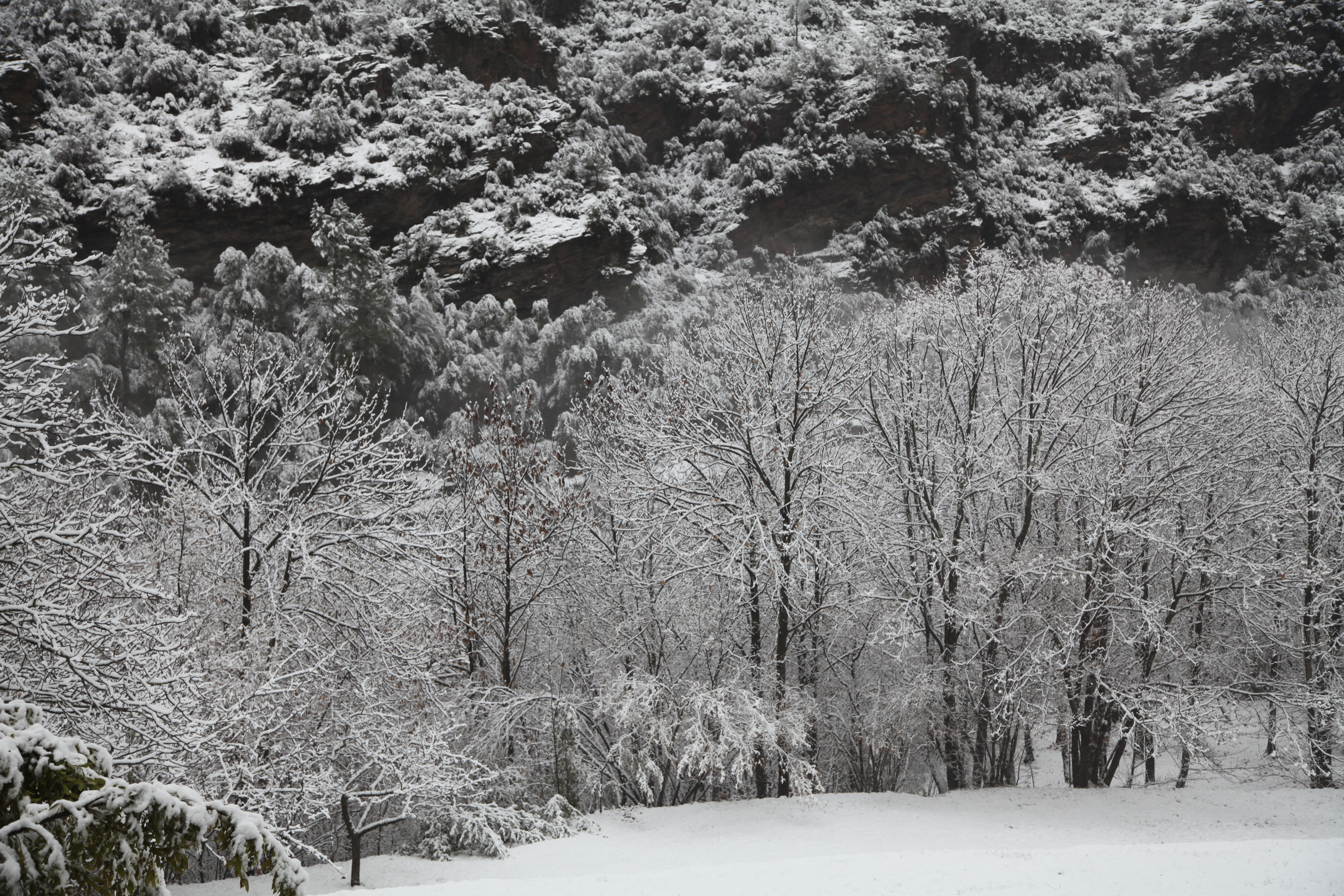
Paysage de neige près du hameau de Mandajors au coeur du parc national des Cévennes. Février 2018.

Adossée aux contreforts des Cévennes, la commune se trouve dans la zone périphérique du parc national des Cévennes et se singularise par sa foire à la châtaigne, ses cours d'eau et le pittoresque village de Mandajors.
Commune rurale, jadis agricole, Saint-Paul-la-Coste est située à 300 mètres d'altitude, arrosée par le Galeizon et son affluent la Salindre. Recouverte de chênes verts dans sa partie calcaire, de châtaigniers et de pins dans le schiste.

### Climat
Pour des articles plus généraux, voir Climat de l'Occitanie et Climat du Gard.
En 2010, le climat de la commune est de type climat méditerranéen franc, selon une étude s'appuyant sur une série de données couvrant la période 1971-2000. En 2020, Météo-France publie une typologie des climats de la France métropolitaine dans laquelle la commune est dans une zone de transition entre le climat de montagne et le climat méditerranéen et est dans la région climatique Provence, Languedoc-Roussillon, caractérisée par une pluviométrie faible en été, un très bon ensoleillement (2 600 h/an), un été chaud (21,5 °C), un air très sec en été, sec en toutes saisons, des vents forts (fréquence de 40 à 50 % de vents > 5 m/s) et peu de brouillards.
Pour la période 1971-2000, la température annuelle moyenne est de 12,5 °C, avec une amplitude thermique annuelle de 16,6 °C. Le cumul annuel moyen de précipitations est de 1 339 mm, avec 8,3 jours de précipitations en janvier et 4,3 jours en juillet. Pour la période 1991-2020, la température moyenne annuelle observée sur la station météorologique la plus proche, située sur la commune de Générargues à 8 km à vol d'oiseau, est de 14,2 °C et le cumul annuel moyen de précipitations est de 1 239,7 mm,. Pour l'avenir, les paramètres climatiques de la commune estimés pour 2050 selon différents scénarios d’émission de gaz à effet de serre sont consultables sur un site dédié publié par Météo-France en novembre 2022.

### Milieux naturels et biodiversité

#### Espaces protégés
La protection réglementaire est le mode d’intervention le plus fort pour préserver des espaces naturels remarquables et leur biodiversité associée,.
Dans ce cadre, la commune fait partie de l'aire d'adhésion du Parc national des Cévennes. Ce  parc national, créé en 1967, est un territoire de moyenne montagne formé de cinq entités géographiques : le massif de l'Aigoual, le causse Méjean avec les gorges du Tarn et de la Jonte, le mont Lozère, les vallées cévenoles ainsi que le piémont cévenol.
La commune fait partie de la zone de transition des Cévennes, un territoire d'une superficie de 116 032 ha reconnu réserve de biosphère par l'UNESCO en 1985 pour la mosaïque de milieux naturels qui la composent et qui abritent une biodiversité exceptionnelle, avec 2 400 espèces animales, 2 300 espèces de plantes à fleurs et de fougères, auxquelles s’ajoutent d’innombrables mousses, lichens, champignons,.

#### Réseau Natura 2000

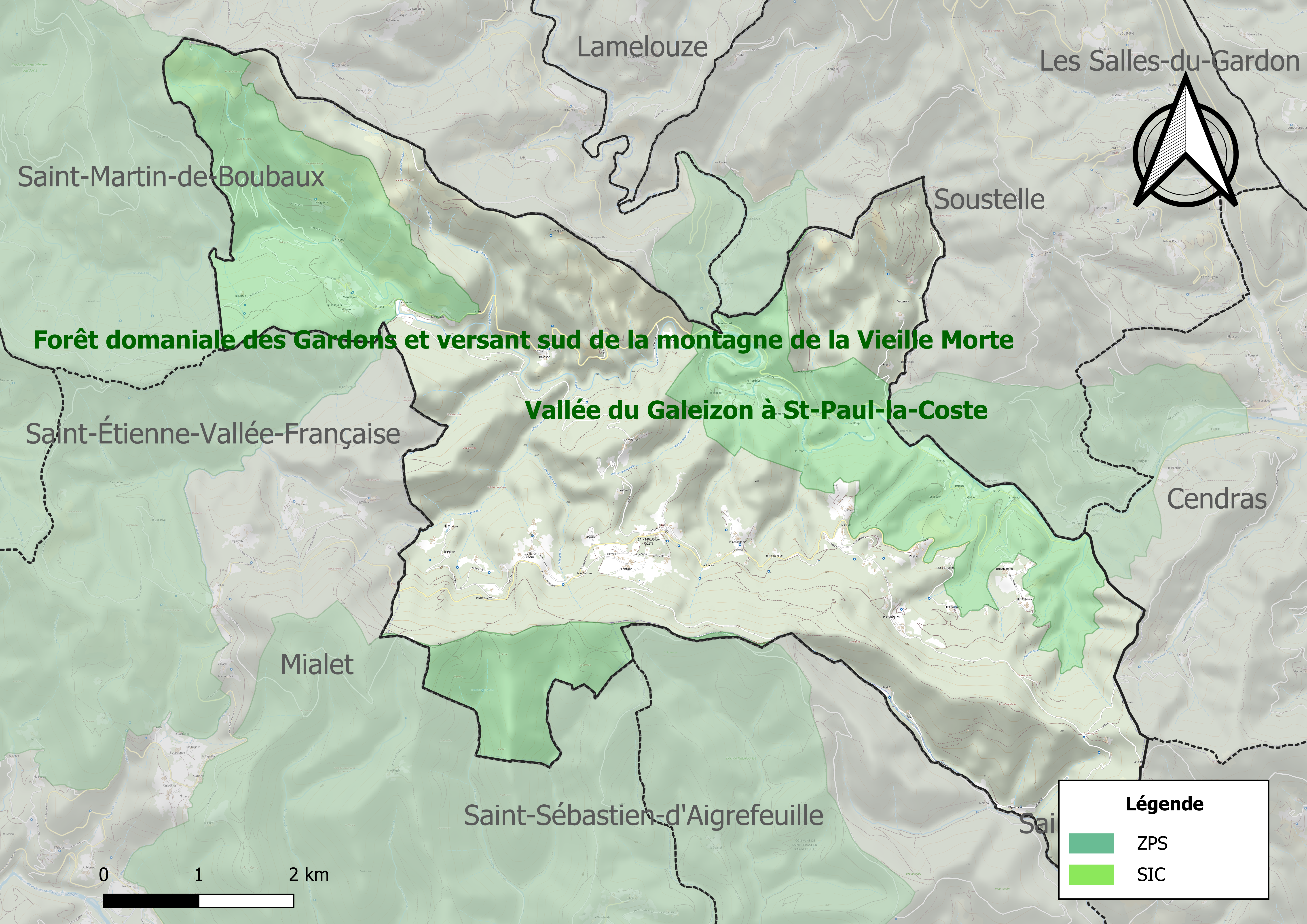
Sites Natura 2000 sur le territoire communal.

Le réseau Natura 2000 est un réseau écologique européen de sites naturels d'intérêt écologique élaboré à partir des directives habitats et oiseaux, constitué de zones spéciales de conservation (ZSC) et de zones de protection spéciale (ZPS).
Deux sites Natura 2000 ont été définis sur la commune au titre de la directive habitats :
- la « vallée du Gardon de Mialet », d'une superficie de 23 371 ha, abritant des populations de poissons d'intérêt communautaire, notamment le Barbeau méridional (Barbus meridionalis), mais aussi le Castor et l'Écrevisse à pattes blanches[15] ;
- la « vallée du Galeizon », d'une superficie de 8 637 ha, une vallée très enclavée est restée sauvage. On y remarque une pinède de Pin de Salzmann, des landes sèches à Ciste de Pouzolz (Cistus pouzolzii) et des ravins humides qui abritent de nombreuses fougères[16].

#### Zones naturelles d'intérêt écologique, faunistique et floristique
L’inventaire des zones naturelles d'intérêt écologique, faunistique et floristique (ZNIEFF) a pour objectif de réaliser une couverture des zones les plus intéressantes sur le plan écologique, essentiellement dans la perspective d’améliorer la connaissance du patrimoine naturel national et de fournir aux différents décideurs un outil d’aide à la prise en compte de l’environnement dans l’aménagement du territoire.
Trois ZNIEFF de type 1 sont recensées sur la commune :
- la « forêt domaniale des Gardons et versant sud de la montagne de la Vieille Morte » (3 041 ha), couvrant 5 communes dont 3 dans le Gard et 2 dans la Lozère[18] ;
- la « vallée du Galeizon à St-Paul-la-Coste » (598 ha), couvrant 4 communes dont 3 dans le Gard et 1 dans la Lozère[19] ;
- les « vallons autour du ruisseau de Roquefeuil » (2 146 ha), couvrant 3 communes du département[20] ;

et une ZNIEFF de type 2, : 
les « Hautes vallées des Gardons » (73 898 ha), couvrant 48 communes dont 27 dans le Gard et 21 dans la Lozère.

Carte des ZNIEFF de type 1 et 2 à Saint-Paul-la-Coste.
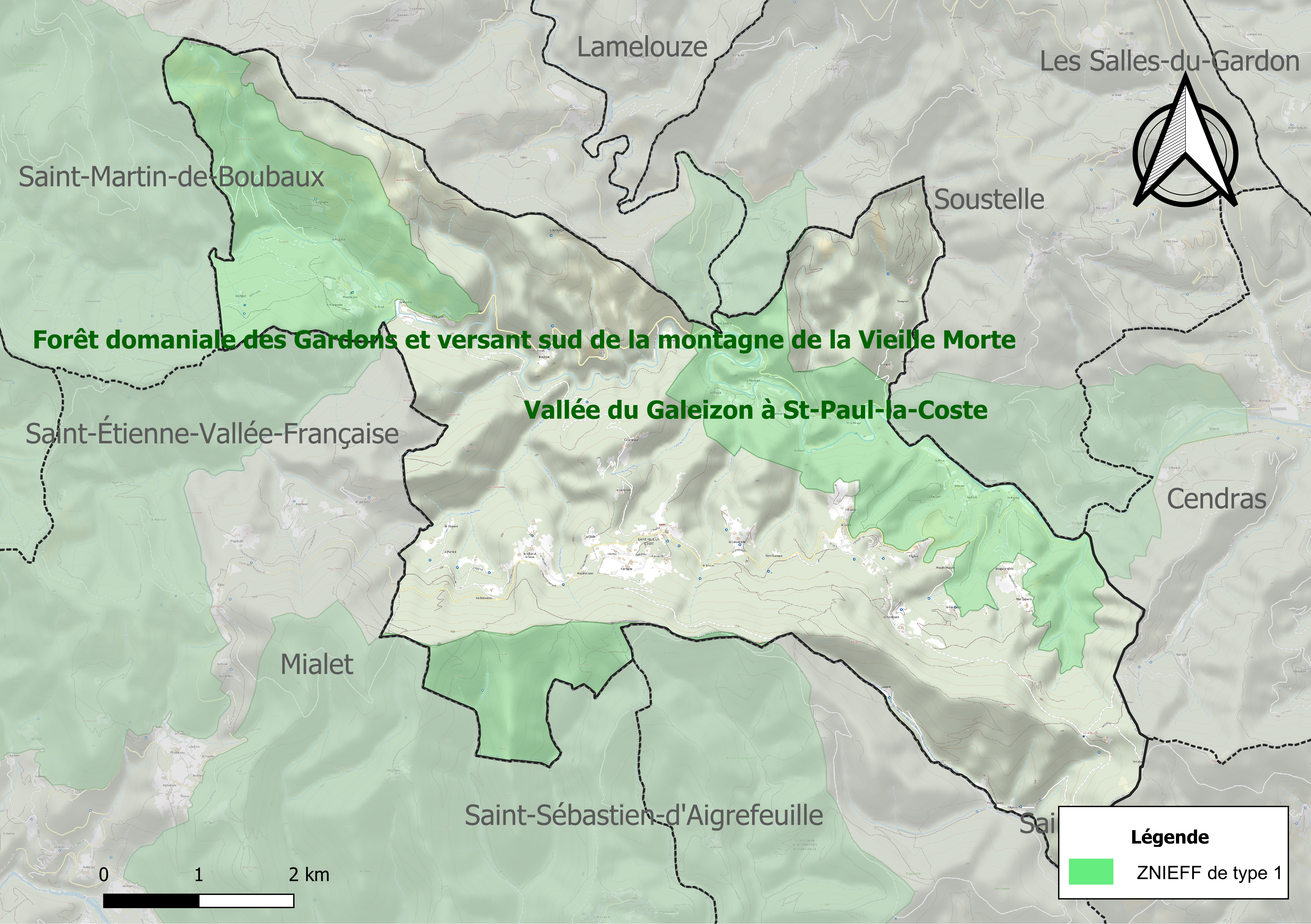
Carte des ZNIEFF de type 1 sur la commune.
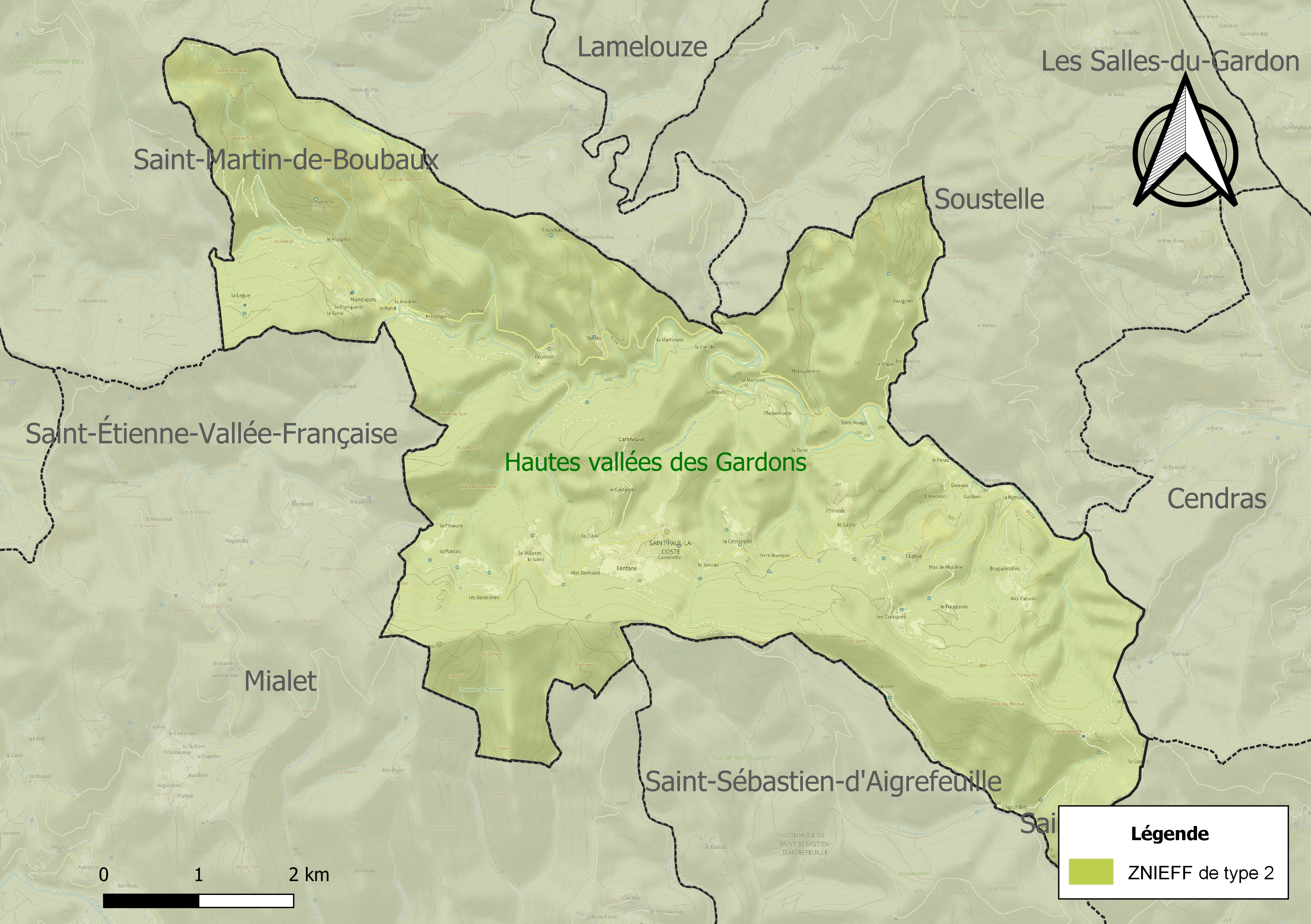
Carte de la ZNIEFF de type 2 sur la commune.

## Urbanisme

### Typologie
Au 1er janvier 2024, Saint-Paul-la-Coste est catégorisée commune rurale à habitat très dispersé, selon la nouvelle grille communale de densité à sept niveaux définie par l'Insee en 2022.
Elle est située hors unité urbaine. Par ailleurs la commune fait partie de l'aire d'attraction d'Alès, dont elle est une commune de la couronne,. Cette aire, qui regroupe 64 communes, est catégorisée dans les aires de 50 000 à moins de 200 000 habitants,.

### Risques majeurs
Le territoire de la commune de Saint-Paul-la-Coste est vulnérable à différents aléas naturels : météorologiques (tempête, orage, neige, grand froid, canicule ou sécheresse), inondations, feux de forêts, mouvements de terrains et séisme (sismicité faible). Un site publié par le BRGM permet d'évaluer simplement et rapidement les risques d'un bien localisé soit par son adresse soit par le numéro de sa parcelle.
Certaines parties du territoire communal sont susceptibles d’être affectées par le risque d’inondation par débordement de cours d'eau et par une crue torrentielle ou à montée rapide de cours d'eau, notamment le Galeizon, la Salindre et l'Alzon. La commune a été reconnue en état de catastrophe naturelle au titre des dommages causés par les inondations et coulées de boue survenues en 1982, 1995, 1998, 2002, 2008 et 2014,.

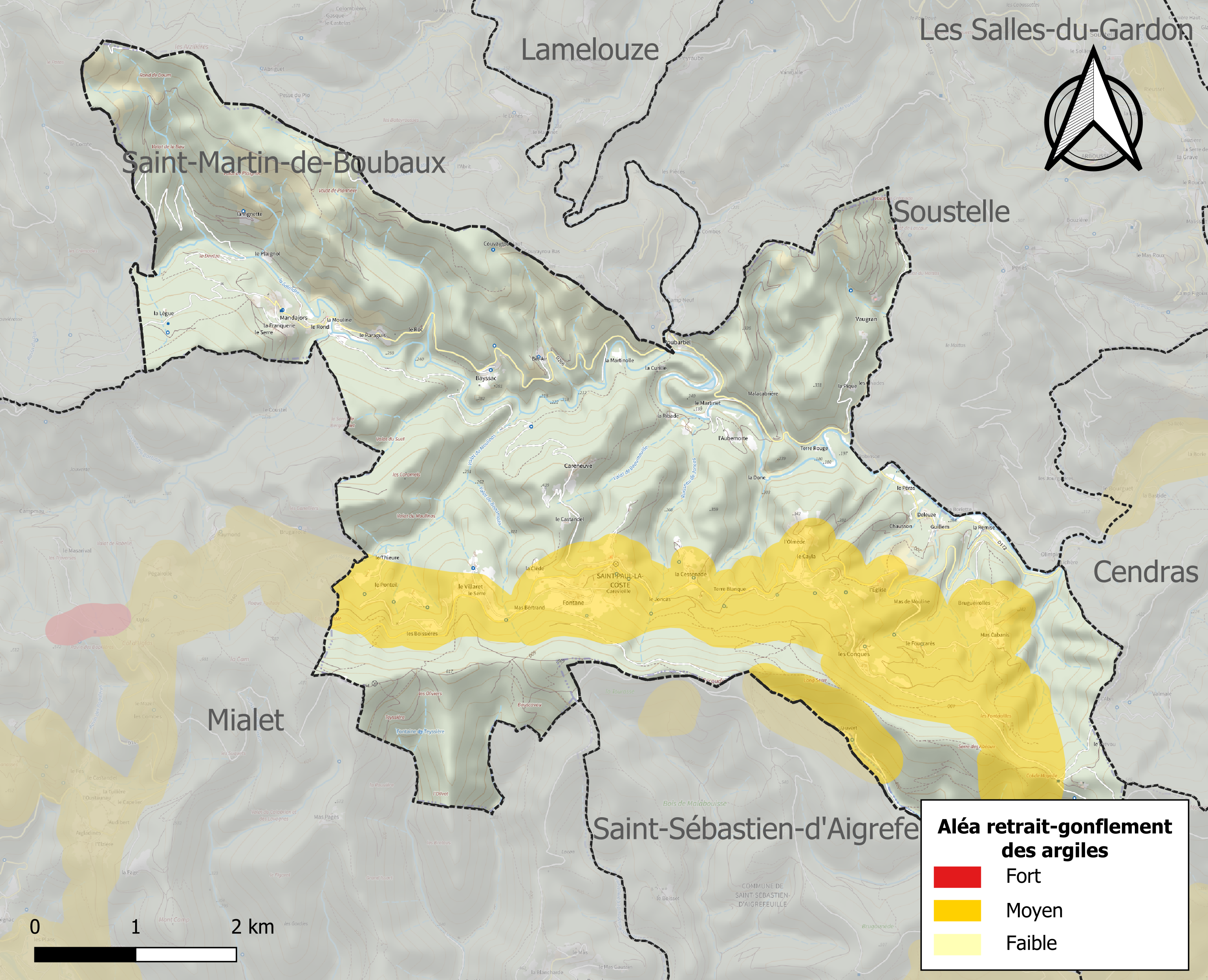
Carte des zones d'aléa retrait-gonflement des sols argileux de Saint-Paul-la-Coste.

La commune est vulnérable au risque de mouvements de terrains constitué principalement du retrait-gonflement des sols argileux. Cet aléa est susceptible d'engendrer des dommages importants aux bâtiments en cas d’alternance de périodes de sécheresse et de pluie. 23,9 % de la superficie communale est en aléa moyen ou fort (67,5 % au niveau départemental et 48,5 % au niveau national). Sur les 234 bâtiments dénombrés sur la commune en 2019, 137 sont en aléa moyen ou fort, soit 59 %, à comparer aux 90 % au niveau départemental et 54 % au niveau national. Une cartographie de l'exposition du territoire national au retrait gonflement des sols argileux est disponible sur le site du BRGM,.
Par ailleurs, afin de mieux appréhender le risque d’affaissement de terrain, l'inventaire national des cavités souterraines permet de localiser celles situées sur la commune.

## Histoire
De magnifiques mas, fermes et hameaux rappellent la place que la commune occupait tant dans l'industrie (vers à soie, minerais) que dans l'agriculture. Commune au passé peu commun, elle fut habitée dès la fin du néolithique. De nombreuses sépultures, ossements, gravures témoignent de la présence de l'homme dans la vallée. Bien plus tard, elle sera au cœur de la Guerre des religions qui opposèrent, au XVIIIe siècle, Protestants et Catholiques. La guerre religieuse qui éclata en 1702 avec l'assassinat de l'Abbé du Chaïla au Pont de Monvert (Lozère) plongea la commune dans une douloureuse période de conflit. En effet, elle était considérée comme un foyer de rébellion mais également une commune d'où l'un des premiers chefs camisards, le dénommé Gédéon Laporte était natif, qui avait participé à l'assassinat de l'Abbé du Chaïla.
Au cours de la Révolution française, la commune porte provisoirement le nom de La Coste-la-Montagne.

## Héraldique
| Blason de Saint-Paul-la-Coste | Blason  | D'argent, à une épée basse de gueules posée en barre, accompagnée en chef d'une feuille de mûrier posée en barre et en pointe d'une feuille de châtaignier posée en bande, à un mont de trois copeaux mouvant de la pointe, le tout de sinople. |
| Blason de Saint-Paul-la-Coste | Détails | Le statut officiel du blason reste à déterminer. |

## Politique et administration
| Période                                  | Période  | Identité            | Étiquette | Qualité                                               |
| ---------------------------------------- | -------- | ------------------- | --------- | ----------------------------------------------------- |
| 1888                                     | 1904     | Victor Laval        |           |                                                       |
| 1904                                     | 1906     | Elie Plantier       |           |                                                       |
| 1906                                     | 1912     | Victor Laval        |           |                                                       |
| 1912                                     | 1919     | Justin Peladan      |           |                                                       |
| 1919                                     | 1925     | Jules Fontane       |           |                                                       |
| 1925                                     | 1929     | Numa Peladan        |           |                                                       |
| 1929                                     | 1934     | Victor Laval        |           |                                                       |
| 1934                                     | 1939     | Justin Robert       |           |                                                       |
| 1943                                     | 1944     | Victor Laval        |           | Président de la délégation spéciale                   |
| 1944                                     | 1947     | Robert Gaston       |           | Président du comité local de libération Maire en 1945 |
| 1947                                     | 1955     | Henri Vieljus       |           |                                                       |
| 1955                                     | 1961     | Marcel Plantier     |           |                                                       |
| 1961                                     | 1965     | Henri Vieljus       |           |                                                       |
| 1965                                     | 1977     | André Laporte       | SE        |                                                       |
| 1977                                     | 2001     | Daniel Layris       | SE        |                                                       |
| 2001                                     | 2008     | Joseph Rochelemagne | SE        |                                                       |
| 2008                                     | 2020     | Claude Chapon       | DVD       |                                                       |
| 2020                                     | en cours | Adrien Chapon       | SE        |                                                       |
| Les données manquantes sont à compléter. |          |                     |           |                                                       |

## Démographie
L'évolution du nombre d'habitants est connue à travers les recensements de la population effectués dans la commune depuis 1793. Pour les communes de moins de 10 000 habitants, une enquête de recensement portant sur toute la population est réalisée tous les cinq ans, les populations de référence des années intermédiaires étant quant à elles estimées par interpolation ou extrapolation. Pour la commune, le premier recensement exhaustif entrant dans le cadre du nouveau dispositif a été réalisé en 2006.

En 2022, la commune comptait 327 habitants, en évolution de +15,55 % par rapport à 2016 (Gard : +2,97 %, France hors Mayotte : +2,11 %).
| 1793 | 1800 | 1806 | 1821 | 1831 | 1836 | 1841 | 1846 | 1851 |
| ---- | ---- | ---- | ---- | ---- | ---- | ---- | ---- | ---- |
| 820  | 640  | 718  | 725  | 795  | 796  | 813  | 828  | 877  |

| 1856 | 1861 | 1866 | 1872 | 1876 | 1881 | 1886 | 1891 | 1896 |
| ---- | ---- | ---- | ---- | ---- | ---- | ---- | ---- | ---- |
| 868  | 801  | 792  | 742  | 709  | 652  | 646  | 662  | 612  |

| 1901 | 1906 | 1911 | 1921 | 1926 | 1931 | 1936 | 1946 | 1954 |
| ---- | ---- | ---- | ---- | ---- | ---- | ---- | ---- | ---- |
| 621  | 612  | 586  | 488  | 434  | 383  | 344  | 310  | 281  |

| 1962 | 1968 | 1975 | 1982 | 1990 | 1999 | 2006 | 2011 | 2016 |
| ---- | ---- | ---- | ---- | ---- | ---- | ---- | ---- | ---- |
| 234  | 184  | 194  | 172  | 193  | 220  | 264  | 298  | 283  |

| 2021 | 2022 | - | - | - | - | - | - | - |
| ---- | ---- | - | - | - | - | - | - | - |
| 315  | 327  | - | - | - | - | - | - | - |

## Économie

### Revenus
En 2018  (données Insee publiées en septembre 2021), la commune compte 131 ménages fiscaux, regroupant 300 personnes. La médiane du revenu disponible par unité de consommation est de 19 380 € (20 020 € dans le département).

### Emploi
|                | 2008   | 2013  | 2018  |
| -------------- | ------ | ----- | ----- |
| Commune        | 8 %    | 7,2 % | 9,6 % |
| Département    | 10,6 % | 12 %  | 12 %  |
| France entière | 8,3 %  | 10 %  | 10 %  |

En 2018, la population âgée de 15 à 64 ans s'élève à 160 personnes, parmi lesquelles on compte 72,6 % d'actifs (63,1 % ayant un emploi et 9,6 % de chômeurs) et 27,4 % d'inactifs,. Depuis 2008, le taux de chômage communal (au sens du recensement) des 15-64 ans est inférieur à celui de la France et du département.
La commune fait partie de la couronne de l'aire d'attraction d'Alès, du fait qu'au moins 15 % des actifs travaillent dans le pôle,. Elle compte 33 emplois en 2018, contre 40 en 2013 et 39 en 2008. Le nombre d'actifs ayant un emploi résidant dans la commune est de 103, soit un indicateur de concentration d'emploi de 31,8 % et un taux d'activité parmi les 15 ans ou plus de 49,8 %.
Sur ces 103 actifs de 15 ans ou plus ayant un emploi, 27 travaillent dans la commune, soit 27 % des habitants. Pour se rendre au travail, 88,1 % des habitants utilisent un véhicule personnel ou de fonction à quatre roues, 3 % les transports en commun, 2 % s'y rendent en deux-roues, à vélo ou à pied et 6,9 % n'ont pas besoin de transport (travail au domicile).

### Activités hors agriculture
30 établissements sont implantés  à Saint-Paul-la-Coste au 31 décembre 2019. Le tableau ci-dessous en détaille le nombre par secteur d'activité et compare les ratios avec ceux du département,.
Le secteur de la construction est prépondérant sur la commune puisqu'il représente 46,7 % du nombre total d'établissements de la commune (14 sur les 30 entreprises implantées  à Saint-Paul-la-Coste), contre 15,5 % au niveau départemental.

### Agriculture
|               | 1988 | 2000 | 2010 | 2020 |
| ------------- | ---- | ---- | ---- | ---- |
| Exploitations | 7    | 4    | 6    | 5    |
| SAU (ha)      | 85   | 169  | 46   | 106  |

La commune est dans les Cévennes, une petite région agricole occupant l'ouest du département du Gard. En 2020, l'orientation technico-économique de l'agriculture  sur la commune est l'élevage d'équidés et/ou d' autres herbivores. Cinq exploitations agricoles ayant leur siège dans la commune sont dénombrées lors du recensement agricole de 2020 (sept en 1988). La superficie agricole utilisée est de 106 ha,,.

## Culture locale et patrimoine

### Lieux et monuments

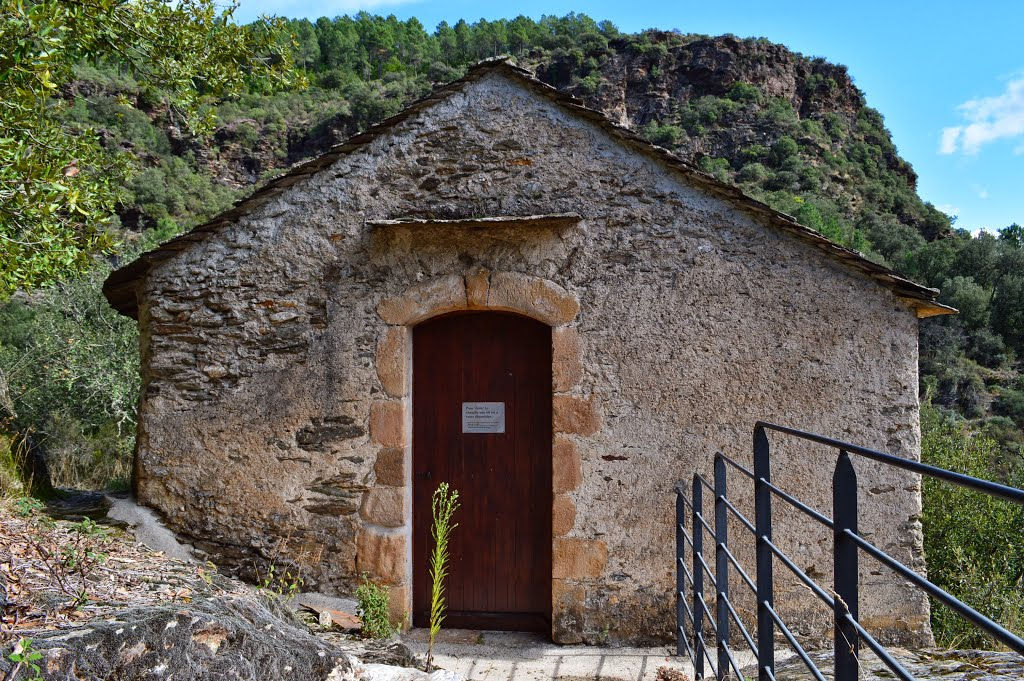
Chapelle de Mandajors

- Chapelle de MandajorsLa commune est classée « Réserve de la Biosphère » par l'UNESCO.
- L'Église (XIIe), le Temple (XVIIIe) et chapelle du château de Mandajors (XIIe) sont au cœur de la Guerre des Camisards qui a enflammé le pays en 1702.
- Église Saint-Paul de Saint-Paul-la-Coste.
- Temple protestant de Saint-Paul-la-Coste.
- Chapelle de Mandajors.
- Ancienne moulinerie, filature de soie Chambon puis Boudon au Martinet. Elle a été construite sur l'emplacement d'un ancien martinet en 1836. il ne reste que l'aqueduc qui amenait l'eau et des ruines du bâtiment.
- Dans le col d'Uglas, se trouve au bord de la route la « Fontaine des Dragons » qui fut aménagée au XVIIIe siècle sur ordre de l'intendant du Languedoc afin que les Dragons (soldats du Roi) puissent boire ainsi qu'abreuver leurs chevaux.
- Moulin troglodyte de Mayelle construit aux environs du début du XIXe siècle ; il était actionné par la traction animale et permettait de traiter olives et grain.
- Pont de la confrérie construit en pierres sèches à la sortie de l'église ; il remonte à l'époque de l'établissement d'un chemin par les Romains.
- Signes gravés très anciens, gravures, dolmens.

### Personnalités liées à la commune
- Gédéon Laporte, chef camisard, né en 1660 à Saint-Paul-la-Coste, a résidé à Branoux-les-Taillades.
- Marcel Roucaute (1917-2011), né à Saint-Paul-la-Coste